# ATP Challenger Orlando
Das ATP Challenger Orlando (offizieller Name: Orlando Open) war ein Tennisturnier in Orlando, das zwischen 2019 und 2022 ausgetragen wurde. Es war Teil der ATP Challenger Tour und wurde im Freien auf Hartplatz ausgetragen. An selber Stelle fand 2005 bereits ein Turnier in Orlando statt.

## Liste der Sieger

### Einzel
| Jahr                         | Sieger                | Finalgegner          | Ergebnis              |
| ---------------------------- | --------------------- | -------------------- | --------------------- |
| 2022                         | Wu Yibing             | Jason Kubler         | 6:75, 6:4, 3:1 aufgg. |
| 2021 (2)                     | Christopher Eubanks   | Nicolás Mejía        | 2:6, 7:63, 6:4        |
| 2021 (1)                     | Jenson Brooksby       | Denis Kudla          | 6:3, 6:3              |
| 2020                         | Brandon Nakashima     | Prajnesh Gunneswaran | 6:3, 6:4              |
| 2019                         | Marcos Giron          | Darian King          | 6:4, 6:4              |
| 2006–2018: nicht ausgetragen |                       |                      |                       |
| 2005                         | Michael Craig Russell | Todd Widom           | 6:4, 6:2              |

### Doppel
| Jahr                         | Sieger                               | Finalgegner                       | Ergebnis            |
| ---------------------------- | ------------------------------------ | --------------------------------- | ------------------- |
| 2022                         | Chung Yun-seong Michail Pervolarakis | Malek Jaziri Kaichi Uchida        | 6:75, 7:63, [16:14] |
| 2021 (2)                     | Christian Harrison Peter Polansky    | JC Aragone Nicolás Barrientos     | 6:2, 6:3            |
| 2021 (1)                     | Mitchell Krueger Jack Sock           | Christian Harrison Dennis Novikov | 4:6, 7:5, [13:11]   |
| 2020                         | Andrei Golubew Alexander Nedowessow  | Mitchell Krueger Jackson Withrow  | 7:5, 6:4            |
| 2019                         | Romain Arneodo Andrej Wassileuski    | Gonçalo Oliveira Andrea Vavassori | 7:62, 2:6, [15:13]  |
| 2006–2018: nicht ausgetragen |                                      |                                   |                     |
| 2005                         | Ashley Fisher Tripp Phillips         | Alex Kuznetsov Mischa Zverev      | 6:0, 2:3 aufgg.     |